# Faro de Glåpen
El faro de Glåpen (en noruego: Glåpen fyr) es un faro costero del municipio de Moskenes en el condado de Nordland, Noruega. El faro se encuentra en la costa sureste de la isla de Moskenesøya, justo al sur del pueblo de Sørvågen en la costa norte del fiordo Vestfjorden.

## Historia
El faro de Glåpen fue establecido por primera vez en 1857. La torre cuadrada de madera de 7 metros de altura está adosada a la casa del farero. En 1985, el faro principal fue cerrado y sustituido por una pequeña luz automatizada, a unos 50 metros al sur del antiguo edificio del faro.
La luz actual se encuentra en la parte superior de un pilar de hormigón de 10 metros de altura. La luz característica parpadea en rojo o blanco, dependiendo de la dirección, una vez cada seis segundos. La luz se encuentra a una altitud de 44,2 metros sobre el nivel del mar y se puede ver hasta 11,05 millas náuticas (unos, 20,46 kilómetros). La torre está pintada de blanco con una banda horizontal negra y el techo es rojo.